# Melodi Grand Prix 2019
La cinquantasettesima edizione del Melodi Grand Prix si è tenuta presso l'Oslo Spektrum di Oslo il 2 marzo 2019 e ha decretato il rappresentante della Norvegia all'Eurovision Song Contest 2019.
I vincitori sono stati i Keiino con Spirit in the Sky.

## Organizzazione
L'emittente Norsk rikskringkasting (NRK) ha confermato per prima la partecipazione della Norvegia all'Eurovision Song Contest 2019, ospitato dalla città israeliana di Tel Aviv, il 31 gennaio 2018, confermando l'organizzazione del Melodi Grand Prix come metodo di selezione nazionale. La deadline per l'invio di brani candidati è stata fissata al 9 settembre dello stesso anno.
Delle oltre 1 000 proposte, solo 10 sono state scelte per partecipare al festival.

### Format
Il festival si è articolato in un'unica serata (2 marzo 2019) ospitata dall'Oslo Spektrum della capitale norvegese Oslo e presentata da Kåre Magnus Bergh e Heidi Ruud Ellingsen. Esso si è articolato in tre fasi: la finale, in cui si sono affrontati i 10 concorrenti e un voto misto tra televoto (sia via web che SMS) e giurie internazionali formate da cinque membri hanno selezionato 4 finalisti; la finale d'oro (Gullfinale), da cui, dei 4 artisti qualificatisi in finale, avanzano i primi due classificati; il duello d'oro (Gullduell) tra i primi due classificati.

## Partecipanti
La lista dei partecipanti è stata annunciata da NRK il 25 gennaio 2019.
| Artista           | Brano             | Lingua                       | Compositori                                                                                     |
| ----------------- | ----------------- | ---------------------------- | ----------------------------------------------------------------------------------------------- |
| Adrian Jørgensen  | The Bubble        | Inglese                      | Jonas McDonnell, Aleksander Walmann, Kjetil Mørland                                             |
| Anna-Lisa Kumoji  | Holla             | Inglese                      | Ashley Hicklin, Jeroen Swinnen, Maria Broberg                                                   |
| Carina Dahl       | Hold Me Down      | Inglese                      | Ashley Hicklin, Jeroen Swinnen, Pele Loriano, Laurell Barker, Laura Groeseneken                 |
| Chris Medina      | We Try            | Inglese                      | Chris Medina, Jason Gill, Tormod Løkling, Julimar Santos                                        |
| D'Sound           | Mr. Unicorn       | Inglese                      | Kim Ofstad, Jonny Sjo, Mirjam Omdal, Magnus Martinsen, Tormod Martinsen                         |
| Erlend Bratland   | Sing for You      | Inglese                      | Erlend Bratland, Arvid Solvang, Nils Egil Brandsæter                                            |
| Hank von Hell     | Fake It           | Inglese                      | Hans Erik Husby, Andreas Werling                                                                |
| Ingrid Berg Mehus | Feel              | Inglese                      | Ingrid Berg Mehus, Bjørnar Hopland, Anthony Modebe                                              |
| Keiino            | Spirit in the Sky | Inglese, sami settentrionale | Tom Hugo Hermansen, Fred-René Buljo, Alexandra Rotan, Henrik Tala, Alex Olsson, Rüdiger Schramm |
| Mørland           | En livredd mann   | Norvegese                    | Kjetil Mørland                                                                                  |

### Artisti ritornanti
| Artista                  | Ultima partecipazione |
| ------------------------ | --------------------- |
| Alexandra Rotan (Keiino) | 2018                  |
| Carina Dahl              | 2013                  |
| Erlend Bratland          | 2015                  |
| Hank von Hell            | 2013                  |
| Mørland                  | 2015                  |
| Tom Hugo (Keiino)        | 2018                  |

## Finale
| #  | Artista           | Brano             |
| -- | ----------------- | ----------------- |
| 1  | Chris Medina      | We Try            |
| 2  | D'Sound           | Mr. Unicorn       |
| 3  | Mørland           | En livredd mann   |
| 4  | Anna-Lisa Kumoji  | Holla             |
| 5  | Erlend Bratland   | Sing for You      |
| 6  | Ingrid Berg Mehus | Feel              |
| 7  | Hank von Hell     | Fake It           |
| 8  | Carina Dahl       | Hold Me Down      |
| 9  | Adrian Jørgensen  | The Bubble        |
| 10 | Keiino            | Spirit in the Sky |

### Finale d'oro
| # | Artista          | Brano             | Punteggio | Posizione |
| - | ---------------- | ----------------- | --------- | --------- |
| 1 | D'Sound          | Mr. Unicorn       | 11 123    | 3         |
| 2 | Anna-Lisa Kumoji | Holla             | 6 718     | 4         |
| 3 | Adrian Jørgensen | The Bubble        | 55 794    | 2         |
| 4 | Keiino           | Spirit in the Sky | 98 328    | 1         |

### Duello d'oro
| Artista          | Brano             | Punteggio | Posizione |
| ---------------- | ----------------- | --------- | --------- |
| Adrian Jørgensen | The Bubble        | 162 608   | 2         |
| Keiino           | Spirit in the Sky | 231 937   | 1         |

## All'Eurovision Song Contest
La Norvegia si è esibita 15ª nella seconda semifinale, qualificandosi per la finale.

### Voto

#### Punti assegnati alla Norvegia
| Giurie (11° con 40 punti)                    | Giurie (11° con 40 punti)                                         | Giurie (11° con 40 punti)                       | Giurie (11° con 40 punti) | Giurie (11° con 40 punti) |
| 12                                           | 10                                                                | 8                                               | 7                         | 6                         |
| -------------------------------------------- | ----------------------------------------------------------------- | ----------------------------------------------- | ------------------------- | ------------------------- |
|                                              |                                                                   | - Danimarca                                     | - Irlanda                 | - Svizzera                |
| 5                                            | 4                                                                 | 3                                               | 2                         | 1                         |
| - Svezia                                     | - Malta                                                           | - Austria - Moldavia                            | - Germania                | - Armenia - Lituania      |
| Televoto (1° con 170 punti)                  |                                                                   |                                                 |                           |                           |
| 12                                           | 10                                                                | 8                                               | 7                         | 6                         |
| - Albania - Danimarca - Paesi Bassi - Svezia | - Austria - Croazia - Germania - Irlanda - Regno Unito - Svizzera | - Italia - Lettonia - Lituania - Malta - Russia |                           |                           |
| 5                                            | 4                                                                 | 3                                               | 2                         | 1                         |
| - Armenia - Azerbaigian - Romania            | - Moldavia                                                        | - Macedonia del Nord                            |                           |                           |

| Giurie (18° con 40 punti)                                                                   | Giurie (18° con 40 punti)                                                      | Giurie (18° con 40 punti)                                                    | Giurie (18° con 40 punti) | Giurie (18° con 40 punti) |
| 12                                                                                          | 10                                                                             | 8                                                                            | 7                         | 6                         |
| ------------------------------------------------------------------------------------------- | ------------------------------------------------------------------------------ | ---------------------------------------------------------------------------- | ------------------------- | ------------------------- |
|                                                                                             |                                                                                |                                                                              | - Moldavia - Svizzera     | - Irlanda                 |
| 5                                                                                           | 4                                                                              | 3                                                                            | 2                         | 1                         |
| - Danimarca - Germania                                                                      | - Portogallo - Svezia                                                          |                                                                              |                           | - Austria - Polonia       |
| Televoto (1° con 291 punti)                                                                 |                                                                                |                                                                              |                           |                           |
| 12                                                                                          | 10                                                                             | 8                                                                            | 7                         | 6                         |
| - Australia - Danimarca - Germania - Irlanda - Islanda - Paesi Bassi - Regno Unito - Svezia | - Estonia - Finlandia - Israele - Italia - Repubblica Ceca - Russia - Ungheria | - Austria - Bielorussia - Francia - Lettonia - Lituania - Polonia - Svizzera | - Belgio - Malta - Spagna | - Portogallo - Slovenia   |
| 5                                                                                           | 4                                                                              | 3                                                                            | 2                         | 1                         |
| - Albania - Armenia - Croazia - Macedonia del Nord                                          | - Romania - Serbia                                                             | - Moldavia - San Marino                                                      |                           | - Azerbaigian - Cipro     |

#### Punti assegnati dalla Norvegia
| Punti | Giuria             | Televoto           |
| ----- | ------------------ | ------------------ |
| 12    | Svezia             | Lituania           |
| 10    | Paesi Bassi        | Svezia             |
| 8     | Svizzera           | Danimarca          |
| 7     | Macedonia del Nord | Svizzera           |
| 6     | Azerbaigian        | Azerbaigian        |
| 5     | Danimarca          | Paesi Bassi        |
| 4     | Malta              | Russia             |
| 3     | Russia             | Malta              |
| 2     | Moldavia           | Albania            |
| 1     | Lettonia           | Macedonia del Nord |

| Punti | Giuria             | Televoto    |
| ----- | ------------------ | ----------- |
| 12    | Repubblica Ceca    | Svezia      |
| 10    | Macedonia del Nord | Islanda     |
| 8     | Svezia             | Paesi Bassi |
| 7     | Paesi Bassi        | Italia      |
| 6     | Svizzera           | Svizzera    |
| 5     | Azerbaigian        | Danimarca   |
| 4     | Danimarca          | Australia   |
| 3     | Italia             | Azerbaigian |
| 2     | Regno Unito        | Estonia     |
| 1     | Cipro              | Russia      |